# أولاد قاسم (ولاية أم البواقي)
أولاد قاسم بلدية بولاية أم البواقي.